# Lisa Kaltenegger
Lisa Kaltenegger, född 4 mars 1977 i Kuchl nära Salzburg, är en österrikisk astronom och astrofysiker verksam som forskare inom upptäckt och utforskande av exoplaneter, exomånar och superjordar. Sedan den 1 juli 2014 är hon Associate Professor på Cornell University och chef för Carl Sagan Institute. Hon var tidigare verksam vid Max Planck-institutet för astronomi (MPIA) i Heidelberg i Tyskland och vid Harvard-Smithsonian Center for Astrophysics i Boston i USA.

## Biografi
Efter gymnasieexamen 1995 studerade hon film- och medievetenskap, teknisk fysik, astronomi, företagsekonomi med japanska och arbetade som översättare. År 1999 avslutade hon astronomistudierna med ett examensarbete inom exoplanetstudier, Extrasolar planet search: formation of planets and detection methods vid universitetet i Graz (masterexamen) och 2002 avslutade hon studierna inom teknisk fysik med specialisering inom biofysik och biomedicin, med avhandlingen Optical tweezers – application of optical traps in medicine and biology: a survey and feasability study vid Graz tekniska universitet. År 2004 avlade hon doktorsexamen vid Karl-Franz-universitetet i Graz inom astronomi med en avhandling om exoplaneter, Search for extra-terrestrial planets: the darwin mission: target stars and array architectures med sub auspiciis, högsta möjliga utmärkelse för doktorsavhandlingar i Österrike.
Kaltenegger arbetade efter doktorsexamen för Europeiska rymdorganisationen (ESA) i Nederländerna, inom sökandet efter jordliknande exoplaneter. Vid 27 års ålder rekryterades hon till Harvard University i Cambridge, Massachusetts, där hon forskade och undervisade fram till 2010.
Kaltenegger forskar inom modellering och karaktärisering av atmosfärer hos jordliknande planeter och deras interaktioner med planetens yta.
Med hjälp av analys av atmosfärens spektrala fingeravtryck, i ljuset som reflekteras i planetens atmosfär, söker man efter indikationer på biomarkörer som exempelvis vätgas och syrgas. Hennes forskargrupp vid MPIA medverkade vid upptäckten av exoplaneterna Kepler-62e och Kepler-62f, två exoplaneter i den gynnsamt tempererade beboeliga zonen, som därmed har förutsättningar för flytande vatten och eventuellt liv. 
Sedan 1 juli 2014 är hon Associate Professor vid Cornell University i Ithaca, New York, och sedan 2015 även chef för Carl Sagan Institute vid Cornell.

## Familj och privatliv
Kaltenegger är gift med rymdteknikern Felipe Pereira och paret har en dotter född 2014. 

## Utmärkelser
Asteroiden 7734 Kaltenegger är uppkallad efter henne . 2007 utsågs hon av Smithsonian Magazine till en av 37 America's Young Innovators in the Arts and Sciences. 2012 erhöll hon Heinz-Maier-Leibnitz-priset från Deutsche Forschungsgemeinschaft och 2013 tilldelades hon förbundslandet Salzburgs Christian Doppler-pris.

## Publikationer i urval
- Kaltenegger, Lisa (2015), Sind wir allein im Universum? Meine Spurensuche im All (mit Illustrationen von Mandy Fischer). Ecowin, Salzburg 2015, ISBN 978-3-7110-0080-4